# Clay Higgins

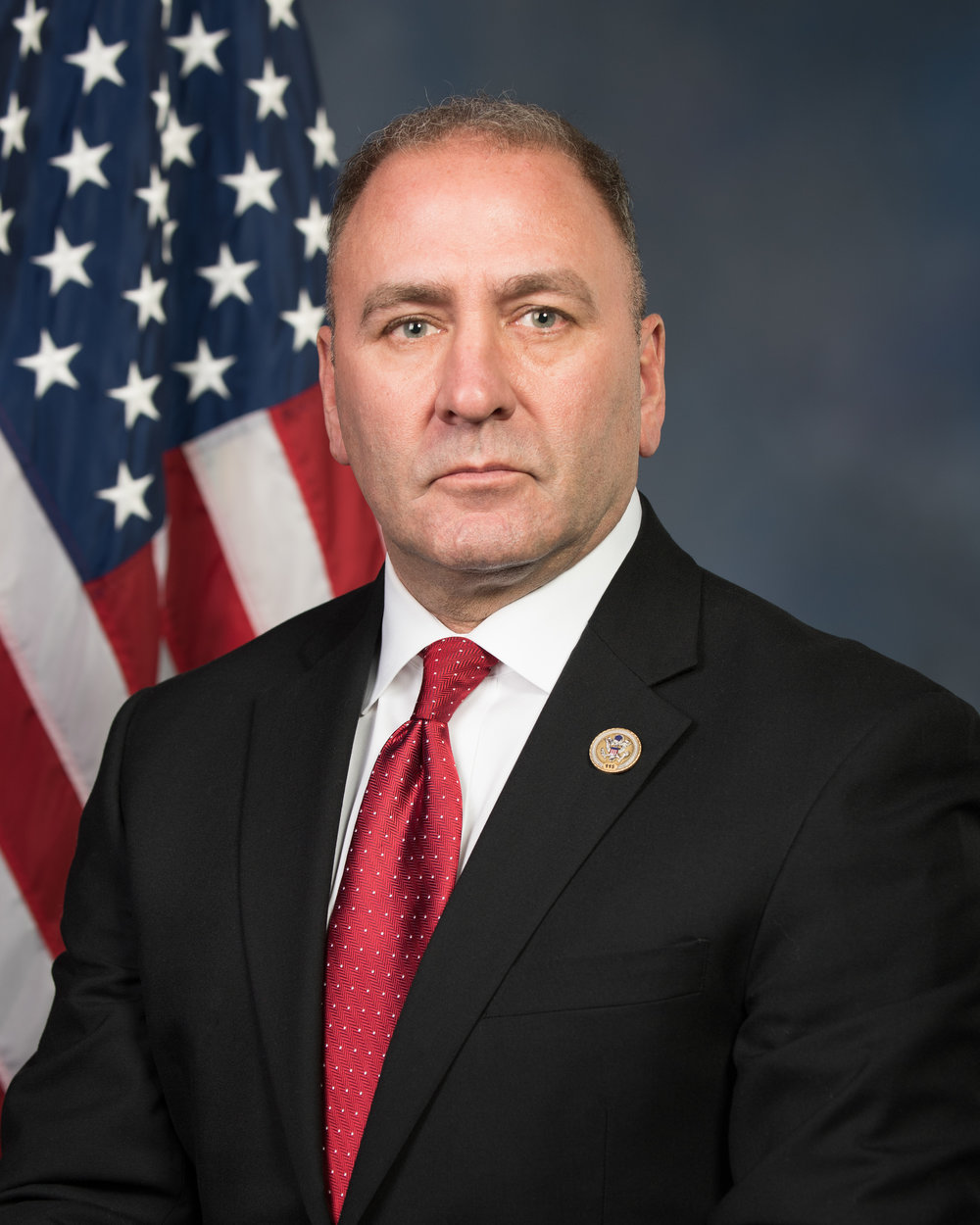
Glen Clay Higgins (2017)

Glen Clay Higgins (* 24. August 1961 in New Orleans, Orleans Parish, Louisiana) ist ein US-amerikanischer Politiker der Republikanischen Partei. Seit Januar 2017 vertritt er den dritten Distrikt des Bundesstaats Louisiana im US-Repräsentantenhaus.

## Werdegang
Clay Higgins absolvierte die Covington High School und studierte danach an der Louisiana State University in Baton Rouge. Anschließend trat er der United States Army bei, wo er bei der Militärpolizei eingesetzt wurde. Danach war er bei der Nationalgarde ebenfalls im militärischen Polizeidienst. Insgesamt diente er sechs Jahre lang beim Militär, zuletzt als Staff Sergeant. Bis 2004 war er Geschäftsführer eines Autohauses in Opelousas. Anschließend arbeitete er im Polizeidienst der Stadt Opelousas und dann in Port Barre. Im Jahr 2011 wechselte er zur Polizei im St. Landry Parish (siehe auch Parish). 2014 wurde er zum Öffentlichkeitsbeauftragten (Public Information Officer) seiner Dienststelle befördert, wobei er bis zum Captain aufstieg. Zur Bekämpfung von Straftaten ließ er unter anderem Videos über Verbrechen ins Internet stellen. Das führte zu Kontroversen und zu seinem Amtsverzicht im Februar 2016. Im März 2016 wurde er stellvertretender Marshal in der Stadt Lafayette.

## Politik
Politisch schloss er sich der Republikanischen Partei an. Bei den Kongresswahlen des Jahres 2016 wurde Higgins im dritten Wahlbezirk von Louisiana in das US-Repräsentantenhaus in Washington, D.C. gewählt, wo er am 3. Januar 2017 die Nachfolge von Charles Boustany antrat, der zu Gunsten einer dann gescheiterten Kandidatur für den US-Senat auf eine weitere Bewerbung für das Repräsentantenhaus verzichtet hatte. Bei der Wahl gab es die Besonderheit der Louisiana üblichen sogenannten Jungle Primary, die am 8. November 2016 stattfand. Dabei belegte Higgins den zweiten Platz hinter Scott Angelle, der ebenfalls für die Republikaner kandidierte. Bei der Stichwahl am 10. Dezember 2016 setzte sich dann Higgins mit 56,1 Prozent der Wählerstimmen durch.
Er konnte die Wahl 2018 und Wahl 2020 ebenfalls gewinnen. 
Die Primary (Vorwahl) für die Wahlen 2022 fanden in Louisiana am 8. November statt. Er trat gegen sieben weitere Kandidaten an. Er konnte mit 64,4 % die absolute Mehrheit erreichen, und so wurde die Stichwahl am 10. Dezember 2022 nicht mehr notwendig. Bei der Kongresswahl 2024 verteidigte er deinen Sitz mit 70,6 % der Stimmen im 3. Kongresswahlbezirk. Seine aktuelle, insgesamt fünfte Legislaturperiode im Repräsentantenhaus des 119. Kongresses läuft noch bis Januar 2027.

### Ausschüsse
Er ist Mitglied in folgenden Ausschüssen des Repräsentantenhauses:
- Committee on Homeland Security
  - Border Security, Facilitation, and Operations (Ranking Member)
  - Emergency Preparedness, Response, and Recovery
- Committee on Oversight and Reform
  - Civil Rights and Civil Liberties
  - National Security

Zuvor war er auch Mitglied im Committee on Veterans’ Affairs.

## Positionen
Higgins trat bei Veranstaltungen auf, die von rechtsradikalen, regierungsfeindlichen Milizgruppen wie den Three Percenters und den Oath Keepers abgehalten wurden, und bekannte sich dazu, ein Three Percenter zu sein.